# سفارة السويد في البرتغال
سفارة السويد في البرتغال هي أرفع تمثيل دبلوماسي لدولة السويد لدى البرتغال. تقع السفارة في لشبونة وهي تهدف لتعزيز المصالح السويدية في البرتغال.

## وصلات خارجية
- الموقع الرسمي
- قائمة سفارات السويد
- قائمة السفارات في البرتغال